# 徐淑
徐淑，生卒年不詳，約公元一四七年前後在世，隴西(今屬甘肅)人，女，东汉詩人。丈夫秦嘉，字士會，隴西(今屬甘肅)人。徐淑有詩文傳世，今僅存一詩〈答秦嘉詩〉，答書〈答夫秦嘉書〉、〈又報嘉書〉二篇，以及責兄弟文〈為誓書與兄弟〉一篇。

## 生平
徐淑嫁給詩人秦嘉為妻，夫妻間感情甚篤，常常以詩書傳情，表達彼此的關愛之意。秦嘉為東漢桓帝時的人，為郡上計吏，奉使洛陽，留京任職。妻徐淑因生病，不得不返回娘家調養身體，秦嘉因此無法當面與其告別，太過思念的秦嘉，於是以詩文傳達自己濃厚的情感，隨後徐淑以書贈答，期間藉書信往來傳遞心意。在往來的信件中，徐淑曾經表示對其體弱無法盡媳婦之責照顧公婆懷有深深地歉意，和對丈夫濃厚的思念之情以及絕未有貳心之忠貞。秦嘉還沒來得及回家，在任內便倉促離世。這殘酷地對徐淑的下半輩子造成毀滅性傷害。其兄弟不顧她的心意，逼迫徐淑必須改嫁，而她為了表示自己對丈夫的此情不渝，絕不改嫁的她甘心自毀容顏作為反抗。

## 作品

### 詩

#### 〈答秦嘉詩〉
此詩為一首騷體詩，最早見於徐陵《玉臺新詠》。由於當時徐淑臥病在娘家，秦嘉因被調派至京城，不得與其當面告別，以《留郡贈婦詩》表達真摯情感。徐淑以此詩作答覆。詩前十句以事傳情，後十句直抒胸臆，以此表達自身因未來的不確定性而感到不安、焦躁的少婦情懷。

### 文

#### [3]〈答夫秦嘉書〉
妾身兮不令，嬰疾兮來歸。沉滯兮家門，歷時兮不差。
曠廢兮侍覲，情敬兮有違。君今兮奉命，遠適兮京師。
悠悠兮離別，無因兮敘懷。瞻望兮踊躍，佇立兮徘徊。
思君兮感結，夢想兮容輝。君發兮引邁，去我兮日乖。
恨無兮羽翼，高飛兮相追。長吟兮永嘆，淚下兮沾衣。

###### 賞析
徐淑因病歸娘家休養，此時秦嘉被外派至京城，於是在遠行之前寫了一封書信，想接妻子團聚。信中闡述自身因不得已必須趕赴京城心生鬱悶之感，又想到歸期遙遙，不知下次見面會是何時，秦嘉特別寫信希望能夠接回徐淑。然而，因為病情的緣故，徐淑無法答應丈夫之請，又因顧慮丈夫的心情，不希望因為自己而讓丈夫鬱鬱寡歡。因此書寫本文，目的除了給予關心以及鼓勵，更表達自己濃厚相思情。夫妻情深，實屬難得。

#### 〈又報嘉書〉
既惠音令，兼賜諸物。厚顧殷勤，出於非望。鏡有文采之麗，釵有殊異之觀，芳香既珍，素琴益好。惠異物於鄙陋，割所珍以相賜，非豐恩之厚，孰肯若斯。覽鏡執釵，情想髣髴。操琴詠詩，思心成結。敕以芳香馥身，喻以明鏡鑑形，此言過矣，未獲我心也。昔詩人有「飛蓬」之感，班婕妤有「誰榮」之嘆。素琴之作，當須君歸 ；明鏡之鑑，當待君還。未奉光儀，則寶釵不設也；未侍帷帳，則芳香不發也。

###### 賞析
這是一封徐淑針對上篇夫婿秦嘉〈重報妻書〉的複信。回信圍繞著秦嘉所贈之物，反覆進行深辯，層層展開對夫婿的纏綿之意，一片柔情洋溢其間。文中第一層以正面著手，表達對秦嘉的來信以及贈物的感謝。第二層則從反面入手，以不同意秦嘉來信有關贈物的告誡，強調：「此言過矣，未獲我心也。」令人不解其心思。而後揭曉謎底，佐以《詩經》、班婕妤「誰榮之嘆」等兩個歷史典故，娓娓道來因丈夫不在身旁而沒有動力打扮的幽微心事。意即當丈夫歸來，贈物方能派上用場，由此可以洞悉其對丈夫刻骨銘心的愛意。

#### 〈為誓書與兄弟〉
蓋聞君子導人以德，矯俗以禮，被列士有不移之志，貞女無回二之行。淑雖婦人，竊慕殺身成義，死而後已。 ，喪其所天，男弱未冠，女幼未笄，以亻黽亻免求生，將欲長育二子，上奉祖宗之嗣，下繼祖祢之禮，然後覲於黃泉，永無仁色。仁兄德弟，既不能厲害高節於弱志，發明於暗昧，許我他人，逼我幹上，乃命官人，主張之簡書。夫智者不可惑以事，仁者不可欺以德，晏嬰不以白丸臨頸椎改正直之辭，梁寡不以毀形之痛忘執節之義。高山景行，豈不思齊？計兄弟不能匡我以道，博我以文，雖曰既學，吾謂之未也。

###### 賞析
徐淑對秦嘉的真心，不只侷限於秦嘉生前，在秦嘉死後，其濃烈的愛意以及忠誠之心，更是展現地淋漓盡致。秦嘉早逝以後，徐淑對其依舊捨不得忘懷，然而其兄卻不願意正視其心意，極力逼迫她必須改嫁，因此，她寫作此書以死作為誓言，表達其忠貞不二的決心。後來，徐淑因太過千念秦嘉，身心交互影響，便也早早離世。此結局是意料中的事，畢竟當初秦嘉必須入京，而徐淑臥病於娘家時，由夫妻間濃情蜜意，不捨與對方相隔兩地而傳遞的情書可見一斑。遠別對彼此造成的痛苦程度和纏綿的思念之情，暗暗昭示兩人若永別以後的發展。自此信中，可以讀出徐淑維護自身所愛的自我意識，不受環境動搖的高尚情操。

## 評價
提及徐淑的作品，必須與其夫秦嘉視為一體，因夫妻皆能為文，且流傳作品多為彼此傳遞情意之作。自五言詩發展脈絡而言，秦嘉、徐淑，佔相當重要的地位。詩歌評論家鍾嶸在《詩品》中將二人列入中品，提及：「夫妻事既可傷、文亦悽怨」，認為徐淑詩地位僅次於班婕妤《怨歌行》，是漢代難得的女詩人，對其讚譽有佳。清代沈德潛認為其詩：「詞氣和易，感人自深，然去西漢深厚之風遠矣。」